# Cabana Coaz
A Cabana Coaz é um refúgio de montanha situado na Cordilheira Bernina, Vale Roset que é um vale lateral da Engadina, no cantão dos Grisões (Suíça).

## Características
A 2 610 m de altitude, a primeira cabana foi aberta em 1877 e foi profundamente remodelada em 1982. A cabana pertence ao Clube alpino italiano e têm uma capacidade de 86 leitos.